# Rubens Rodrigues Torres Filho
Rubens Rodrigues Torres Filho (Botucatu, 6 de maio de 1942 - São Paulo, 12 de dezembro de 2023 ) foi um poeta, tradutor, ensaísta, professor e filósofo brasileiro.

## Biografia
Nascido em Botucatu, no estado de São Paulo, graduou-se em filosofia pela Faculdade de Filosofia, Letras e Ciências Humanas da Universidade de São Paulo, em 1962, e obteve seu doutorado  em 1967, na mesma Faculdade, onde também se tornou professor de filosofia clássica alemã e filosofia moderna, entre 1965 e 1994.
Participou da revista Almanaque: Cadernos de Literatura e Ensaio (1975-1982), em São Paulo.
Entre  1967 e 1971 Rubens residiu na França, a fim de desenvolver seus projetos de pesquisa para doutorado sobre Fichte e as origens do idealismo alemão.
Com profundo conhecimento filológico do português mas também do alemão e do francês, traduziu textos clássicos de filosofia para a coleção Os Pensadores (Abril Cultural), editada de 1968 a 1982. Entre 1987 e 1988, traduziu textos de Walter Benjamin (Rua de mão única) e Novalis (Pólen: Fragmentos, monólogo, diálogos). Entre 1971 e 1994, foi responsável pela tradução de obras de Fichte, Kant, Schelling, Nietzsche e Adorno para a coleção Os Pensadores. Também traduziu textos teóricos de Hölderlin. "A ponte com a filosofia alemã constitui um dos principais legados intelectuais de Torres Filho", segundo o professor Pedro Paulo Pimenta, também da FFLCH-USP.
Por seu livro Marcas de Água, recebeu o Prêmio Governo do Estado de São Paulo, em 1965. Em 1981, obteve o Prêmio Jabuti,  por seu livro O vôo circunflexo.
Aposentado em 1994 aos 52 anos, ele também escreveu livros de poesia, expressão artística que considerava tão importante quanto a filosofia. Seu livro de estreia foi Investigação do olhar, publicado em 1963 pela Massao Ohno. Sua obra poética também inclui A letra descalça, Figura e Retrovar. Toda a sua produção  poética está reunida na compilação Novolume.
No final dos anos 1990, interrompeu suas atividades de tradutor, poeta e ensaísta, depois de sofrer um acidente vascular cerebral. Segundo o professor de estética Marcio Sattin, da Escola da Cidade, é preciso recuperar a produção filosófica de Rubens Torres Filho que se encontra dispersa. "Um desses trabalhos é o ensaio 'A terceira margem da filosofia de Kant', nunca recolhido em livro do próprio Rubens, que foi publicado no jornal Folha de S.Paulo em 1993 e trata do papel crucial que o próprio ato de julgar tem no interior do edifício da crítica kantiana".
Tradução é uma atividade que exige exatidão, pois caso contrário o pensamento se perde.— Rubens Rodrigues Torres Filho em entrevista ao jornal O Estado de S. Paulo, 12 de novembro de 1994 
Rubens Rodrigues Torres Filho morreu em 12 de dezembro de 2023, aos 81 anos, em decorrência de complicações de um aneurisma cerebral. Deixou a mulher, Celia, e três filhos: Joca, Carol e Marcela.

## Publicações
- Investigação do olhar. São Paulo: Massao Ohno, 1963.
- Marcas de água. Prêmio Governador do Estado, menção honrosa, 1965 (inédito).
- O espírito e a letra: a crítica da imaginação pura em Fichte. São Paulo: Ática, 1975.
- O voo circunflexo. São Paulo: Massao Ohno e Roswitha Kempf Editores, 1981.
- A letra descalça. São Paulo: Brasiliense, 1985.
- Respondendo à pergunta: quem é a ilustração?
- Ensaios de filosofia ilustrada. São Paulo: Brasiliense, 1987.[11]
- Figura. Editora do Artista, 1987.
- Redondezas do divino / Pranto de despedida.  São Paulo: Masso Ohno, 1987.
- Poros. São Paulo: Duas Cidades (Coleção Claro Enigma), 1989.
- Retrovar . São Paulo: Iluminuras, 1993.
- Novolume. São Paulo, Iluminuras, 1997.

## Prêmios
- Prêmio Jabuti - 1981
- Prêmio Governo do Estado de São Paulo - 1965